# Trechus tetracoderus
Trechus tetracoderus é uma espécie de insetos coleópteros pertencente à família Carabidae.
A autoridade científica da espécie é Gemminger & Harold, tendo sido descrita no ano de 1868.
Trata-se de uma espécie presente no território português.